# James Quinn
James F. Quinn (Nova York, 9 de setembro de 1906 – Cranston, 12 de julho de 2004)  foi um velocista e campeão olímpico norte-americano.
Conquistou a medalha de ouro em Amsterdã 1928 integrando o revezamento 4x100 m junto com Frank Wykoff, Charles Borah e Henry Russell, que igualou o recorde mundial vigente, 41s0.